# فريدريك كينغ (سياسي)
فريدريك كينغ هو سياسي كندي، ولد في 11 يونيو 1923 في كندا، وتوفي في 30 أغسطس 2016 في بينتيكتون في كندا. حزبياً، نشط في الحزب الكندي التقدمي المحافظ. وقد انتخب عضو مجلس العموم الكندي.